# Rafael Gargiulo
Rafael Luis Gargiulo (ur. 24 października 1936 w Buenos Aires) – argentyński bokser, srebrny medalista igrzysk panamerykańskich w Chicago z roku 1959. Dwukrotnie reprezentował Argentynę na igrzyskach olimpijskich w roku 1960 i 1964.

## Kariera
W 1959 roku Shomo zajął drugie miejsce w kategorii półciężkiej na igrzyskach panamerykańskich, które rozgrywane były w Chicago. W ćwierćfinale igrzysk panamerykańskich pokonał na punkty reprezentanta Urugwaju Reinatto Smrdelja. W pojedynku półfinałowym Gargiulo zmierzył się z reprezentantem Kanady Lindym Lindmoserem, z którym wygrał na punkty, awansując do finału. W finale zmierzył się z Amerykaninem Amosem Johnsonem. Argentyńczyk przegrał finałowy pojedynek na punkty, zdobywając srebrny medal w kategorii półciężkiej.
W roku 1960 reprezentował Argentynę na igrzyskach olimpijskich w Rzymie. Rywalizację w kategorii półciężkiej rozpoczął od zwycięstwa w 1/8 finału nad Brazylijczykiem José Leite. W walce ćwierćfinałowej przegrał na punkty (2:3) z reprezentantem Włoch Giulio Saraudim. W 1964 roku ponownie startował na igrzyskach olimpijskich. Gargiulo ponownie doszedł do ćwierćfinału, w którym przegrał na punkty (0:5) z reprezentantem Polski Zbigniewem Pietrzykowskim.
W latach 1965–1967 był aktywnym zawodowcem. Podczas kariery zawodowej stoczył dziewięć walk, wygrywając siedem z nich. Ostatni pojedynek stoczył 12 lipca 1967 roku, przegrywając z niepokonanym rodakiem Avenamarem Peraltą.